# Дни Турбиных (фильм, 1969)
«Дни Турбины́х» (итал. I giorni dei Turbin) — итальянский чёрно-белый телевизионный фильм 1969 года по одноимённой пьесе Михаила Булгакова. Производство: Radiotelevisione Italiana. Режиссёр и сценарист: Эдмо Фенольо. Музыка композитора Фердинандо К. Майнарди.
Премьера состоялась 8-10 июня 1969 года на канале Programma Nazionale (Teatro italiano, 1969).
Первая в Италии экранизация булгаковского произведения. Перевод пьесы Булгакова «Дни Турбиных» осуществлено Милли Мартинелли.
В 1968 году в Италии вышло два издания пьес «Дни Турбиных». В Бари издательством Donato в составе большого корпуса разножанровых произведений Михаила Булгакова (806 страниц) и в Милане в составе драматургического сборника (Bulgakov Michail. I giorni dei Turbin — Ivan Vasilevic — La corsa. Milano : Bompiani, 1968. 257 p.). Переводчиками выступили М. де Монтичелли, Дж. Буттафава.

## Сюжет
Революция 1917 года в России, начало гражданской войны. Против большевиков сражаются царские офицеры. Их главнокомандующий предает их; отряды рассеиваются. Одни офицеры остаются в России, чтобы жить новой реальностью, образованной революцией. Другие не примиряются и прощаются с родиной.

## В ролях
- Руджеро Мити — Николай Турбин
- Марьяно Риджильо — Алексей Турбин
- Леда Негрони — Елена
- Ренцо Палмер — Мышлаевский
- Лино Каполиккьо — Шервинский
- Джованни «Джанни» Муси — Тальберг
- Пьерлуиджи Апра — Лариосик
- Витторио Саниполи — Гетман
- Дарио Маццоли — Студзинский
- Джино Кавальери — Максим Арнальдо
- Бельофиоре — Федор
- Макс Турилли — Фон Шратт
- Адальберто Андреани — Фон Даст
- Альдо Сулигой — Гетман
- Сандро Борчи — Гетман
- Фульвио Риччиарди — поручик
- Ахилл Беллетти — поручик
- Энрико Каполеони — Петлюровский офицер
- Франко Лео — Петлюровский офицер
- Ремо Фоглино — Петлюровский офицер